# 187
Năm 187 là một năm trong lịch Julius. 

## Sinh
- Quách Hoài
- Mã Lương
- Tào Phi